# Cabelo azul

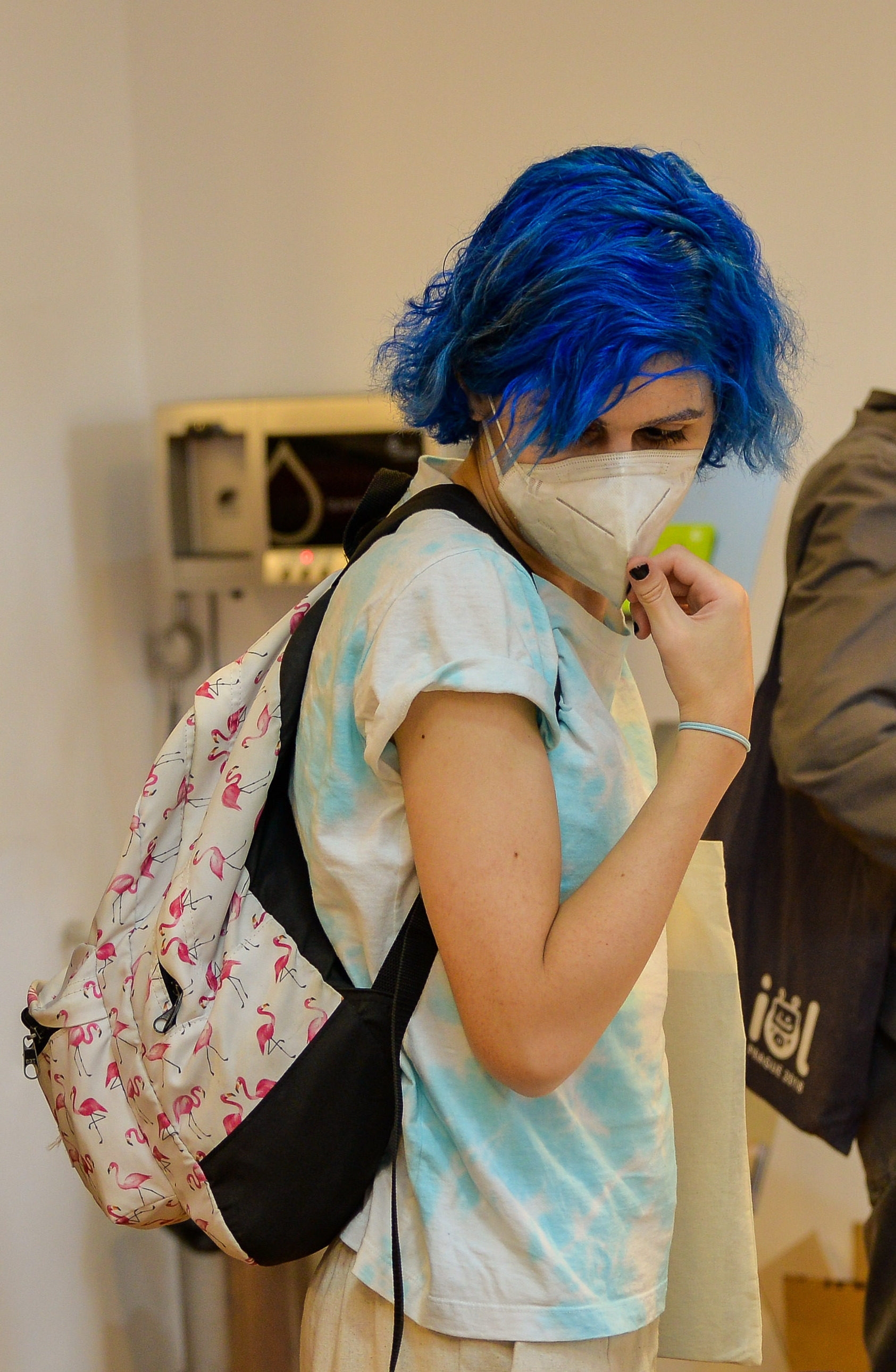
Pessoa de cabelo azul durante a WikiCon Brasil 2022

O cabelo azul não ocorre naturalmente na pigmentação do cabelo humano,  embora o pelo de alguns animais (como pelagens de cães) seja descrito como azul. Alguns humanos nascem com cabelo preto-azulado, que é preto com uma tonalidade fria e arroxeada sob a luz.
O cabelo azul tem uma longa história de usos artísticos e literários.

## Moda

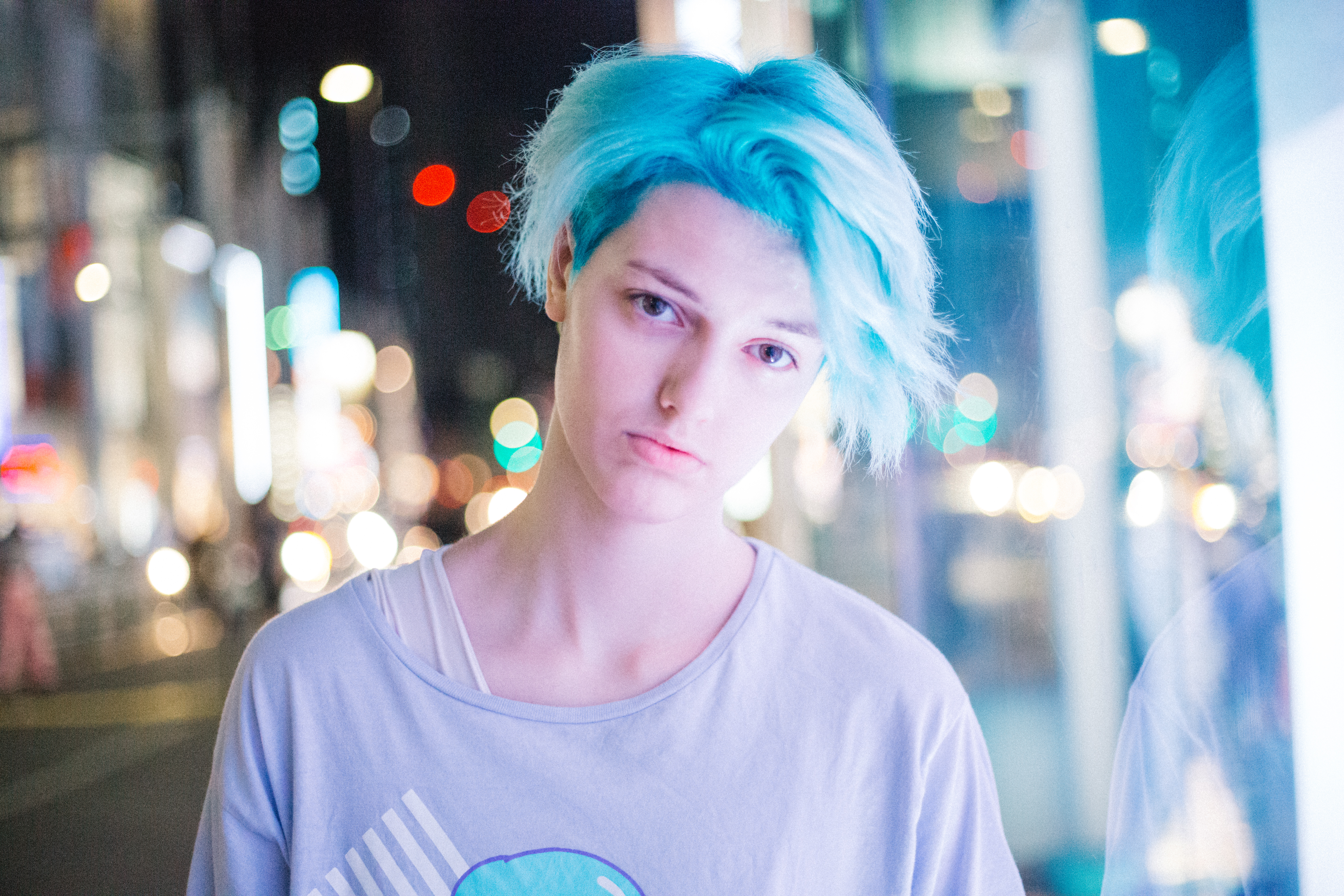
Pessoa com cabelo azul durante o Harajuku Fashion Street Snap em 2017

O político inglês do século XVIII, Charles Fox, era um macaroni em sua juventude e tingia o cabelo com pó azul.
Em 1913-1914, pouco antes da Primeira Guerra Mundial, havia uma moda de cabelos tingidos de cores vivas em diferentes tons, como azul, violeta ou esmeralda. Isso começou em Paris e depois se espalhou para outras cidades, como Londres. Em 1924, o primeiro cabeleireiro de celebridades, Monsieur Antoine, pintou o cabelo de seu cachorro de azul. Uma cliente influente, Lady Elsie De Wolfe Mendl, adotou o mesmo estilo e isso deu início a uma nova moda.  Mais tarde, no século XX, as senhoras maduras usavam um enxágue azul para esconder cabelos grisalhos, com função semelhante aos matizadores dos dias atuais. Isabel Bowes-Lyon foi uma criadora de tendências e o pico de popularidade dessa moda foi o período após a Segunda Guerra Mundial.
Na temporada de moda de outono de 2007, estilistas como Marc Jacobs e Duckie Brown tingiram o cabelo de suas modelos de azul para dar a elas um visual punk chocante.  Em 2011, o enxágue azul tornou-se moda novamente e os exemplares incluíram Kate Bosworth com um estilo dip-dye de pontas turquesa, enquanto Thakoon Panichgul continuou a apresentar modelos com cabelos totalmente azuis vibrantes.
Um corante sintético usado para colorir o cabelo de azul foi a 1,4,5,8-tetraaminoantraquinona preparada como Disperse Blue 1 com água e dispersante lignosulfonato. Este é um corante semi-permanente, pois as moléculas de corante não penetram no córtex do cabelo e, portanto, são desbotadas na lavagem subsequente. Não é usado nos EUA, pois é considerado cancerígeno.

### Política estadunidense
A partir da década de 2010 e no início da década de 2020, o cabelo azul (e menos comumente o cabelo roxo) tornou-se associado ao feminismo, ao socialismo e à população queer, especialmente aos jovens membros da Geração Z e da geração Y desses movimentos sociopolíticos. Em resposta, os apoiadores do conservadorismo nos Estados Unidos e no Partido Republicano começaram a usar o cabelo azul como sinal de um indivíduo que defende uma filosofia liberal. Cunhado pela primeira vez por usuários do 4chan, muitas vezes associado à direita alternativa, os conservadores nos EUA começaram a usar "blue-haired liberals" ("liberais de cabelo azul") como uma provocação para aqueles que têm "blue hair and pronouns" ("cabelo azul e pronomes").

## Causas ocupacionais
O cabelo dos trabalhadores que entram regularmente em contato próximo com cobalto ou anil pode ficar azul por causa da mistura do pó da substância nos folículos pilosos. A cor nesses casos não é meramente superficial.

## Outros animais

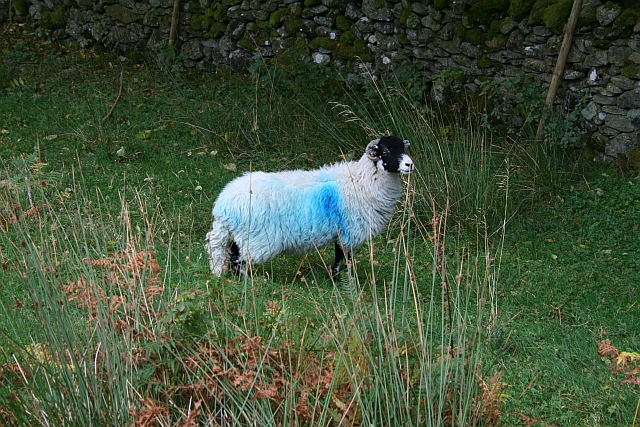
Ovelha marcada com corante azul

Algumas variedades de coelho foram criadas com pelo azul, como a raça belga, o Blue of Sint-Niklaas.  Este era um azul celeste claro com um reflexo branco. Outras raças de coelho azul são mais escuras e existem cerca de 45 tonalidades ou texturas diferentes reconhecidas pelos juízes do programa.
Existem várias raças de cães que podem ter pelagem azul, incluindo o Kerry Blue Terrier, Bluetick Coonhound e Grande azul da Gasconha. Isso ocorre de duas maneiras principais: de uma diluição ou prateamento de uma pelagem preta de modo que seja vista como cinza-azulada; ou de um efeito merle que mistura preto e branco para ser visto como azul marinho.  Cães com pelagem azul são frequentemente propensos a alergias de pele.
A lã das ovelhas pode ser um cinza azulado natural, como a ovelha azul do Himalaia, ou pode ser tingida de azul como raddle ou para torná-los mais visíveis em condições de neve.
As raças de bois referidas como Blue Roane eram abundantes séculos atrás e parte dessa genética de alguma forma evoluiu para um leve tom de azul em alguns bovinos Holstein.
A pelagem de vários outros animais é chamada de azul, incluindo a dos cavalos ruão azuis, o gato azul russo e a variante azul da pelagem da raposa-do-ártico.

## Representações artísticas

### Retratos
O cabelo azul foi descrito como uma "estética sagrada" no Antigo Egito e na Mesopotâmia, onde o lápis-lazúli era usado na arte funerária e na estatuária.
Muitas pinturas coloridas das tribos anglo-saxônicas após a partida das tropas romanas apresentam mulheres com cabelos azuis. De acordo com Gale R. Owen-Crocker em Dress in Anglo-Saxon England, "o uso de cores na arte anglo-saxônica não é realista... e não há necessidade de presumir que a tinta foi usada no cabelo".
As representações do Buda geralmente apresentam cabelos azuis, às vezes de um tom brilhante. Esta convenção artística enfatiza o elemento azul no cabelo 'preto-azulado', considerado uma das 32 características físicas especiais do Buda. Traços de pigmento azul antigo podem ser vistos nos sulcos do cabelo de alguns dos Budas 4-6C conhecidos como os 'Budas de Qingzhou' encontrados em um antigo fosso de pátio de escola na China em Qingzhou (Xantum) em 1996, exibido em exibição em Londres e muitos outras capitais mundiais.

### Obras literárias

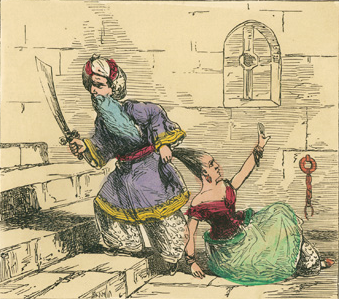
Barba azul

Em algumas obras de Homero, é dito que os personagens têm cabelos ou sobrancelhas azul escuro (kyaneos) quando estão com raiva ou em um estado emocionalmente intenso.  Por exemplo, a barba de Odisseu tornou-se azul-escura quando ele foi transformado por Atena ao voltar para casa para confrontar os pretendentes de sua esposa.  Outros deuses gregos também foram mostrados como tendo cabelos azuis.  Esta imagem pode originar-se do mito egípcio, no qual se dizia que seus deuses tinham cabelos de lápis-lazúli.   Na mesma linha, personagens da Bíblia, como Eva, Lea e Raquel são frequentemente retratadas com uma cor de cabelo "azul-celeste".  As cores na Grécia e no Egito antigos também eram mais expressivas do que naturais: o azul ou o ouro indicavam a divindade devido à sua aparência não natural e associação com materiais preciosos.
A Fada com Cabelo Turquesa é um personagem importante em Pinóquio. Ela é frequentemente intitulada como a "Criança de Cabelo Azul" e até tem um capítulo em As Aventuras de Pinóquio dedicado a este título.  Os críticos literários ofereceram interpretações variadas de sua cor de cabelo. Pode invocar associações com "o inefável ou infinito", com o céu italiano, ou com a Virgem Maria, que muitas vezes é mostrada com um manto azul.
A cor azul possuía associações aristocráticas na Europa durante o segundo milênio, e essa ligação com o sangue azul foi refletida na história de Charles Perrault sobre o Barba Azul.  Na visão de Maria Tatar, a cor de sua barba sugere origens sobrenaturais.

## Na cultura popular

### Música
Loredana Bertè, Ashnikko, Katy Perry, Lady Gaga, Halsey e Alissa White-Gluz já pintaram o cabelo de azul.

### Outras mídias visuais
A personagem de desenho animado Marge Simpson é retratada como tendo cabelo azul, assim como vários outros personagens de Os Simpsons, como Chief Wiggum e Milhouse.
Du, Dudu e Edu tem ao menos dois personagens com cabelo azul: Marie Kanker e Rolf.
O personagem de Jok Church, Beakman, também tem cabelo azul, o que é uma referência retrógrada, segundo o criador, a uma versão mais antiga do Superman, que também tinha uma tonalidade azul no cabelo.  Um caso semelhante de cabelo preto azulado também pode ser visto em Batman (Bruce Wayne) em seus quadrinhos mais antigos.
Personagens de anime às vezes têm cabelo azul, incluindo Bulma da popular série Dragon Ball, Mana Takamiya da série Date A Live, Sailor Mercúrio da série Sailor Moon e Rei Ayanami do Neon Genesis Evangelion . Um autor, ao escrever sobre Rei, vê a cor de seu cabelo como um marcador tanto de sua 'sobrenaturalidade' quanto de sua introversão.  Strong Bad, da série animada da web Homestar Runner, chama atenção a essa tendência afirmando enfaticamente que, para ser um personagem de anime adequado, "Você precisa ter cabelo azul!".

### Gênero e sexualidade
A história em quadrinhos de 2010 Azul é a cor mais quente e sua adaptação para o cinema de 2013 apresentam uma relação lésbica entre uma adolescente e uma estudante de arte de cabelo azul. Estas duas obras foram forte influência para lésbicas e meninas bissexuais adotarem o cabelo azul como maneira de se codificar como mulheres que se relacionam com mulheres.
Em setembro de 2021, um comentário do usuário @___johnny.sins___ na plataforma TikTok respondia a um outro usuário com a frase "Of course you have blue hair and pronouns" (em português: "É claro que você tem cabelo azul e pronomes"), em referência à grande quantidade de pessoas queers que adotaram o cabelo azul e que exibem seus pronomes de gênero neutro em suas descrições. No mês seguinte, um usuário do Tumblr compartilhou a frase utilizando uma cena de Neon Genesis Evangelion, no qual a personagem Rei Ayanami é retratada recebendo este comentário. Após a imagem viralizar no Twitter e Reddit, "blue hair and pronouns" se tornou uma expressão viral para se referir a este demográfico.